# Жемињи
Жемињи (фр. Gémigny) насеље је и општина у централној Француској у региону Центар (регион), у департману Лоаре која припада префектури Орлеан.
По подацима из 2005. године у општини је живело 177 становника, а густина насељености је износила 12,5 становника/km². Општина се простире на површини од 14,17 km². Налази се на средњој надморској висини од 122 метара (максималној 129 m, а минималној 114 m).

## Демографија
| 1962. | 1968. | 1975. | 1982. | 1990. | 1999. | 2011. |
| ----- | ----- | ----- | ----- | ----- | ----- | ----- |
| 209   | 169   | 167   | 160   | 145   | 160   | 231   |

График промене броја становника у току последњих година